# De cape et de crocs
 (mars 2021).
Si vous disposez d'ouvrages ou d'articles de référence ou si vous connaissez des sites web de qualité traitant du thème abordé ici, merci de compléter l'article en donnant les références utiles à sa vérifiabilité et en les liant à la section « Notes et références ».
De cape et de crocs est une série de bande dessinée scénarisée par Alain Ayroles et dessinée par Jean-Luc Masbou de 1995 à 2016.
Il s'agit d'une histoire d'aventures dans la veine des romans de cape et d'épée, et dont l'univers comprend de nombreux éléments de fantasy. La série se caractérise par de nombreuses références aux classiques de la littérature, allant de l'allusion à la parodie en passant par le pastiche.
Elle est éditée chez Delcourt, dans la collection Terre de Légendes. Une édition intégrale voit le jour en 2010, comportant 5 tomes regroupant deux volumes chacun.
Un coffret regroupant l'intégralité de l'histoire dans un tome unique est édité en novembre 2018.

## Synopsis
Dans l'Europe du XVIIe siècle, deux gentilshommes unis par une amitié indéfectible, Don Lope de Villalobos y Sangrin, loup espagnol, hidalgo téméraire et impulsif, et Armand Raynal de Maupertuis, renard français poète gascon, se lancent dans une aventure épique en quête du trésor des îles Tangerines. Durant leur périple, qui les mène aux confins du monde, et même au-delà, ils rencontrent leurs compagnons d'aventure :
- Eusèbe, lapin naïf mais rusé ;
- le Raïs Kader, qui cache sous des airs bourrus une personnalité généreuse ;
- Hermine, amoureuse de Don Lope, lequel cache un sentiment réciproque ;
- Séléné, enfant adoptée, qui vit une idylle avec Armand ;
- Bombastus, savant allemand aussi cultivé qu'agaçant.

Outre cette troupe hétéroclite, ils rencontrent également, sans pour autant faire toujours route avec eux :
- le frère de Séléné, Andreo ;
- son valet, Plaisant ;
- une troupe de pirates sans scrupules, au capitaine ambitionnant de quitter sa condition pour la noblesse ;
- Cénile Spilorcio, père d'Andreo et Séléné, riche armateur avare ;
- le capitaine Mendoza, très méchant.

Et d'autres personnages plus ou moins méchants.